# Бернотай (Расейняйський район)
Бернотай (Bernotai) — село у Литві, Расейняйський район, Пагоюкайське староство, знаходиться біля дороги Расейняй — Байсогала. Поруч протікає річка Лукне. Станом на 2001 рік у селі проживало 5 людей.

## Принагідно
- мапа із зазначенням місцерозташування

| Литва | Це незавершена стаття з географії Литви. Ви можете допомогти проєкту, виправивши або дописавши її. |